# 詹炳炎
詹炳炎（1928年11月—2022年9月4日），男，土家族，湖北长阳人，中国泌尿外科专家，武汉大学人民医院教授、主任医师，第八届全国人大代表。

## 生平
1928年11月出生于湖北省长阳县磨市区峰山乡火架山一个土家族家庭。1944年从宜都一中毕业考入湖北医学院，1950年从医疗专科班毕业后留校工作。1951年加入中南抗美援朝志愿医疗手术队，曾为了防止伤员在手术后发生意外，看守了三天三夜。1980年任湖北医学院第一附属医院（现武汉大学人民医院）泌尿外科副主任医师、副教授，1983年任主任医师、教授，曾任泌尿外科主任、泌尿外科教研室主任。1990年获国务院学位委员会批准为博士生导师。长期从事泌尿外科学、器官移植学、男科学的临床、教学、科研工作。1982年至1992年共进行科研成果鉴定15项，其中有8项达到国际先进水平，3项国内领先、4项达国内先进水平。
1987年当选中国共产党第十三次全国代表大会代表。1993年当选第八届全国人民代表大会代表。1999年3月经组织部批准享受副厅级离休待遇。2022年9月4日12时22分在武汉逝世。9月6日，遗体告别仪式在武昌殡仪馆举行。

## 学术贡献
1959年，湖北医学院第一附属医院詹炳炎等开展肠道代膀胱术，后改为回肠或乙状结肠代膀胱术。1964年开展国内首例盲肠代膀胱术。1984年，詹炳炎、王玲珑等教授完成了世界首例同种异体睾丸移植手术。
主编有《绝育与复孕》《泌尿外科急症》等。

## 社会兼职
- 国际器官移植学会会员[9]
- 中华医学会器官移植分会第一届、第二届委员会委员，第三届委员会常务委员
- 中华医学会泌尿外科分会第三届、第四届、第五届委员会委员
- 湖北省性学会副理事长（1996年）

## 荣誉
- 武汉市劳动模范
- 湖北省民族团结进步先进个人
- 全国先进工作者荣誉称号（国务院授予，1989年）
- 湖北省有突出贡献中青年专家称号（1990年）
- 国务院政府特殊津贴（1991年）
- 武汉医学会终身成就奖（2020年）[10]